# Новый (Краснодар)
Но́вый — хутор в Прикубанском внутригородском округе города Краснодара. Входит в состав Берёзовского сельского округа.

## География
Хутор Новый расположен в северо-западной части городского округа Краснодара. В 0,7 км к северо-западу расположен хутор Копанской, в 2-х км к востоку расположен посёлок Краснолит.

## История
Хутор основан в 1923 году и сначала входил в состав Марьянского сельсовета Краснодарского района Кубанского округа Северо-Кавказского края. 
По данным текущего учёта на начало 1925 года в нём был 30 дворов и 152 человека населения (72 мужчины и 80 женщин). По переписи 1926 года — 24 хозяйства, примерно половина населения была казаками. Из 123 человек (58 мужчин, 65 женщин) великороссы составляли 91,9%, украинцы — 8,1%.
В 1955 году хутор входил в состав Копанского сельсовета Новотитаровского района Краснодарского края.
1 февраля 1963 года Новотитаровский район был присоединен к Динскому району. Хутор вошёл в Новотитаровский сельский совет.
21 ноября 1979 года хутор был передан в административное подчинение Елизаветинского сельсовета Прикубанского района города Краснодара, а к 1988 году он вошёл в состав Берёзовского сельсовета Прикубанского района.
По данным текущего учёта на 1 января 1999 года на основе переписи 1989 года на хуторе Берёзовского сельского округа в 31 хозяйстве постоянно проживало 67 человек.

## Население
| 2002 | 2010 |
| ---- | ---- |
| 57   | ↗128 |

По переписи 2002 года в национальной структуре населения русские составляли 81 %.
По переписи 2010 года — 128 человек (64 мужчины, 64 женщины).

## Инфраструктура и улицы
Главная улица хутора — Центральная, есть также четыре ныне застраивающиеся улицы — Васильковая, Ирисовая, Ковыльная и Соколиная. Есть водопровод и кладбище. На территории кладбища находится братская могила, в которой захоронены войны 9-й горно-стрелковой дивизии, погибшие 15 февраля 1943, при освобождении х. Нового и Копанского.
К югу от хутора расположено Новое кладбище — формирующееся большое кладбище города Краснодара.

## Транспорт
На севере находится автобусная остановка, на которой останавливаются автобус №140а и маршрутки №№ 120a и 121а,  связывающие хутор с Краснодаром.